# Holger Obenaus
Holger Obenaus (* 20. Dezember 1964 in Bensberg) ist ein US-amerikanischer Komponist, Liedtexter, Gitarrist, Musik-Produzent und Fotograf deutscher Herkunft.
Holger Obenaus verfasste die Texte und komponierte die Musik deutscher Popmusik-Hits und wurde dafür mit über 30 Goldenen- und Platinschallplatten der Deutschen Phonoakademie ausgezeichnet.
Er spielte als Gitarrist in deutschen Pop- und Rockbands und produzierte mehrere Alben. Holger Obenaus lebt heute in den USA und arbeitet als kommerzieller Architektur- und Kunstfotograf. Er fotografiert für mehrere US-amerikanische Magazine und produzierte in 12 Jahren über 50 Cover.

## Gitarrist
Holger Obenaus studierte von 1989 bis 1990 Gitarre und Komposition am Musicians Institute GIT in Hollywood, CA USA. 1991 trat er als Gitarrist der deutschen Rockband Original Buam bei und nahm mit der Band 1993 das Album Für Du, BMG Ariola auf. 1992 wurde er als Gitarrist bei der Kölner Zeltinger Band verpflichtet. 1994 produzierte er zusammen mit Thomas Hauptmann das Album Scheisse der Zeltinger Band, welches von der EMI Electrola veröffentlicht wurde.

## Komponist / Textdichter
Holger Obenaus begann 1992 eine enge Zusammenarbeit mit dem Musikproduzenten Helmuth Rüssmann. In den folgenden 16 Jahren komponierte und textete er über 200 Titel für deutsche und internationale Künstler wie Wolfgang Petry, Andreas Martin, Jürgen Drews, Banaroo, Worlds Apart, Wildecker Herzbuben, Bernhard Brink, Michael Morgan, Mia Julia und Ikke Hüftgold, Trademark und Achim Petry.
Als Komponist/Textdichter war Obenaus an vier Titeln des Albums Alles von Wolfgang Petry beteiligt, welches mit 4-fach Platin ausgezeichnet wurde und über 2 Millionen Einheiten in Deutschland verkaufte. Des Weiteren schrieb er mehrere Titel für „Die Längste Single der Welt“ von Wolfgang Petry, welche zu den 100 erfolgreichsten Singles der deutschen Musikgeschichte zählt.
Das Album „Everybody“ der Britischen Boygroup Worlds Apart erlangte 1996 in Frankreich Dreifach-Platin-Status, auf welchem Holger Obenaus an einem Titel als Textdichter beteiligt ist.

## Kunst / Fotografie
Holger Obenaus’ künstlerische Karriere begann in den frühen 1980er Jahren im Umfeld der Kunstakademie Düsseldorf und der Kölner Werkschule. Er beteiligte sich regelmäßig an Kunstaktionen, bei denen er spontan Musik improvisierte. Der kreative Austausch führte zu einer Zusammenarbeit mit dem Künstler Winfried Kirches. 1993 inszenierten sie die Kunstaktion „Bahide Aslan Baidoa“ in der Gethsemanekirche in Berlin.
Hieraus resultierte die CD „Bahide Arslan Baidoa“ von Holger Obenaus mit experimenteller, avantgardistischer Musik.
Mitte der 2000er Jahre zog Obenaus zurück in die USA und verschob seine künstlerische Tätigkeit in das visuelle Spektrum.
Er arbeitet als Architekturfotograf für Magazine wie Architectural Digest, Dallas Style & Design und SE Florida Style & Design und produzierte in 12 Jahren über 50 nationale Cover. Parallel dazu entwickelte Holger Obenaus eine Methodik, um mit großformatigen Kameras und über hundert Jahre alten Objektiven digitale Fotografien herzustellen.